# Conselho de Nomes Geográficos da Nova Gales do Sul
O Conselho de Nomes Geográficos da Nova Gales do Sul (em inglês:  Geographical Names Board of New South Wales) é o órgão oficial do estado australiano de Nova Gales do Sul que realiza censos e organiza as informações de lugares e nomes geográficos daquele estado. Foi criado em 1996 em conformidade com a Lei de Nomes Geográficos de 1966.
O Conselho tem nove integrantes, que são:
- o Agrimensor Geral da Nova Gales do Sul que também atua como Presidente do Conselho,
- o Diretor Geral do Departamento de Planejamento e Infraestrutura
- o Bibliotecário Estadual,
- um funcionário da divisão de informações sobre Terras e Propriedades, escolhido pelo Diretor Geral do Departamento de Finanças e de Serviços,
- o Governo Local e a Associação de Condados da Nova Gales do Sul,
- a Sociedade Histórica Real Australiana,
- a Sociedade Geográfica da Nova Gales do Sul,
- o Conselho da Terra Aborígene da Nova Gales do Sul,
- o Presidente da Comissão de Relações Comunitárias.